# El Atance
El Atance es un despoblado situado en el municipio de Sigüenza, en la provincia de Guadalajara (España). El conjunto de ruinas que han quedado después de la construcción del embalse de El Atance en los años 1990 se sitúan en la confluencia del río Salado y el arroyo de la Hoz.
De su antiguo patrimonio artístico, la iglesia de la Asunción fue trasladada al barrio de Aguas Vivas de Guadalajara y todavía queda en pie en el lugar la ermita de la Virgen de la Soledad, en estado ruinoso, que conserva una interesante armadura de madera de cubierta.

## Demografía
| Gráfica de evolución demográfica de El Atance entre 1842 y 1960 |
| |
| Población de derecho según los censos de población del INE Población de hecho según los censos de población del INEEntre el censo de 1970 y el anterior, este municipio desaparece porque se integra en el municipio Sigüenza |